# استانداردهای مارک
استانداردهای مارک (به انگلیسی: MARC) از استانداردهای به‌کاررفته در علوم کتابداری است.
نام مارک شکل اختصاری فهرست‌نویسی قابل خواندن برای ماشین در انگلیسی است.
سامانهٔ مارک نخستین بار در ایالات متحده توسط کتابخانه کنگره به‌وجود آمد تا سازماندهی و گسترش اطلاعات کتاب‌شناختی را میسر کند.
اطلاعات موضوعی در مارک، دربرگیرندهٔ سرعنوان‌های موضوعی، شماره‌های دیویی، رده‌بندی کتابخانه کنگره و دیگر موضوعات است.

## مارک ۲۱
مارک فرمتی است که امکان خواندن و پردازش اطلاعات فهرستنویسی هر اثر مشخص را به وسیلهٔ کامپیوتر فراهم می‌کند و روشی است برای کدگذاری، نشانه‌گذاری و برچسب زدن فیلدها در پیشینهٔ کتابشناختی و شناسایی آن‌ها با استفاده از اعداد ۳ رقمی است. اولین بار در آمریکا توسط کتابخانه کنگره در سال ۱۹۶۹  به وجود آمد. کاربردهای گوناگون آن در آمریکا، انگلستان، اروپا و دیگر کشورهای جهان مورد استفاده قرار گرفت.

### انواع مارک از نظر کاربرد
۱)فرمت کتابشناختی(bibliogeraphic format)
۲)فرمت مستندات(authorities format)
۳)فرمت موجودی(holding format)
۴)فرمت مارک آمریکا برای اطلاعات طبقه‌بندی(chassifieation format)

### اهداف کلی مارک
- طراحی استانداردهایی برای استفاده بهینه از کامپیوتر در جهت تبادل اطلاعات کتابشناختی بین کتابخانه‌ها.
- طراحی روش‌هایی که به کمک عملیات فهرستنویسی منابع با سرعت و کارایی بیشتری صورت گیرد.
- امکان دستیابی کاربران به منابع اطلاعاتی در هر کجا و به هر شکل.
- و....

### امکانات مارک
- می‌توان هر رکورد را تحت یک یا چند سرعنوان خواسته شده (سرشناسه و شناسه‌های افزوده) چاپ کند و مدخل‌ها را به هر شکل دلخواه (فهرست پدید آور، فهرست رده‌ای و...)مرتب کند.
- فهرست‌ها را با افزایش داده‌های جدید به فایل مرکزی به صورت خودکار روزآمد می‌سازد.
- شکل نهایی فهرست یا فهرست‌ها را برای رسانه‌های مورد نیاز مثل میکروفیلم، برگه، شکل کتابی و.... فراهم می‌کند.
- فرمت تبادلی برای رکوردهای فهرست شده بین یک کتابخانه و سایر کتابخانه‌ها فراهم می‌سازد[۲]

| ایزو ۳۱۶۶-۱ عددی —                   | ایزو ۳۱۶۶-۱ آلفا-۳ —                          | ایزو ۳۱۶۶-۱ آلفا-۲ —                                          | پیشوند(های) کد فرودگاهی ایکائو —           |
| ای.۱۶۴ فهرست پیش‌شماره تلفنی کشورها — | فهرست کدهای کمیته بین‌المللی المپیک —          | دامنه سطح‌بالا —                                               | ایکائو aircraft regis. prefix(es) —        |
| ای.۲۱۲ کد کشوری تلفن همراه —         | فهرست ناتو بر پایه مناطق و کشورها کد ۳ رقمی — | فهرست ناتو بر پایه مناطق و کشورها کد ۲ رقمی (از کار افتاده) — | کد(های) استانداردهای مارک کتابخانه کنگره — |
| ITU Maritime ID(s) —                 | کد(های) حرفی آی‌تی‌یو —                         | کد کشوری اف‌آی‌پی‌اس —                                           | کد بین‌المللی خودرو —                       |
| جی‌اس۱ پیشوند(های) جی‌تی‌آی‌ان —         | کد کشوری یوان‌دی‌پی —                           | کد (های) کشوری دبیلیوام‌او —                                   | ITU callsign prefixes —                    |